# Metal Gear Solid 4: Guns of the Patriots (trilha sonora)
Metal Gear Solid 4: Guns of the Patriots é a trilha sonora do jogo eletrônico de mesmo nome, composta primariamente por Nobuko Toda, Shuichi Kobori, Kazuma Jinnouchi e Harry Gregson-Williams. A primeira trilha sonora foi lançada em 28 de maio de 2008 pela Konami Digital Entertainment sob o número de catálogo "GFCA-98/9". Um álbum da trilha sonora também foi empacotada com a edição limitada de Metal Gear Solid 4: Guns of the Patriots, trazendo menos faixas.
Com somente 15 minutos de músicas do time GEM Impact (Yoshitaka Suzuki, Takahiro Izutani e Norihiko Hibino) contido na trilha sonora oficial, Norihiko Hibino mais tarde confirmou em uma entrevista que o time na verdade tinha completado 90 minutos de música para as cenas do jogo.

## Lista de faixas

### CD 1
| #   | Título da faixa   | Artista(s)                                                                                     | Duração |
| --- | ----------------- | ---------------------------------------------------------------------------------------------- | ------- |
| 1.  | Old Snake         | Harry Gregson-Williams                                                                         | 3:52    |
| 2.  | Love Theme        | Melodia composta e orquestrada por Nobuko Toda Letra por Hideo Kojima Tocada por Jackie Presti | 7:07    |
| 3.  | Gekko             | Harry Gregson-Williams                                                                         | 2:53    |
| 4.  | Haven Troopers    | Nobuko Toda, Shuichi Kobori, Kazuma Jinnouchi                                                  | 3:40    |
| 5.  | BB Corps          | Harry Gregson-Williams                                                                         | 3:43    |
| 6.  | Drebin 893        | Nobuko Toda, Shuichi Kobori, Kazuma Jinnouchi                                                  | 3:29    |
| 7.  | Vista Mansion     | Nobuko Toda, Shuichi Kobori, Kazuma Jinnouchi                                                  | 1:32    |
| 8.  | Laughing Octopus  | Nobuko Toda, Shuichi Kobori, Kazuma Jinnouchi                                                  | 2:19    |
| 9.  | Breakthrough      | Harry Gregson-Williams                                                                         | 3:09    |
| 10. | Endless Pain      | Harry Gregson-Williams                                                                         | 2:46    |
| 11. | White Blood       | Harry Gregson-Williams                                                                         | 2:49    |
| 12. | Call Me Hal       | Nobuko Toda, Shuichi Kobori, Kazuma Jinnouchi                                                  | 3:01    |
| 13. | Midnight Shadow   | Harry Gregson-Williams                                                                         | 2:58    |
| 14. | Paradise Lost     | Nobuko Toda, Shuichi Kobori, Kazuma Jinnouchi                                                  | 4:13    |
| 15. | Great Escape      | Nobuko Toda, Shuichi Kobori, Kazuma Jinnouchi                                                  | 2:14    |
| 16. | Desperate Chase   | Harry Gregson-Williams                                                                         | 2:57    |
| 17. | Raging Raven      | Nobuko Toda, Shuichi Kobori, Kazuma Jinnouchi                                                  | 2:34    |
| 18. | Confrontation     | Yoshitaka Suzuki                                                                               | 3:10    |
| 19. | Mobs Alive        | Harry Gregson-Williams                                                                         | 3:24    |
| 20. | Violent Ceasefire | Yoshitaka Suzuki                                                                               | 2:08    |

### CD 2
| #                              | Título da faixa      | Artista(s)                                                                                                 | Duração |
| ------------------------------ | -------------------- | --- | ------- |
| 1.                             | Next-Gen Control     | Harry Gregson-Williams                                                                                     | 4:40    |
| 2.                             | Crying Wolf          | Nobuko Toda, Shuichi Kobori, Kazuma Jinnouchi                                                              | 2:10    |
| 3.                             | One More Reboot      | Nobuko Toda, Shuichi Kobori, Kazuma Jinnouchi                                                              | 1:41    |
| 4.                             | Sin                  | Nobuko Toda, Shuichi Kobori, Kazuma Jinnouchi                                                              | 1:44    |
| 5.                             | Atonement            | Nobuko Toda, Shuichi Kobori, Kazuma Jinnouchi                                                              | 4:48    |
| 6.                             | Infinite Loop        | Nobuko Toda, Shuichi Kobori, Kazuma Jinnouchi                                                              | 3:35    |
| 7.                             | Everything Ends      | Norihiko Hibino, Takahiro Izutani                                                                          | 2:30    |
| 8.                             | At Dawn              | Yoshitaka Suzuki                                                                                           | 3:30    |
| 9.                             | Screaming Mantis     | Nobuko Toda, Shuichi Kobori, Akihiro Honda                                                                 | 2:38    |
| 10.                            | Guns of the Patriots | Harry Gregson-Williams                                                                                     | 4:05    |
| 11.                            | No Place to Hide     | Nobuko Toda, Shuichi Kobori, Kazuma Jinnouchi                                                              | 2:36    |
| 12.                            | Sorrow               | Harry Gregson-Williams                                                                                     | 3:50    |
| 13.                            | Full Circle          | Takahiro Izutani                                                                                           | 1:38    |
| 14.                            | Everything Begins    | Nobuko Toda, Shuichi Kobori, Kazuma Jinnouchi, Yoshitaka Suzuki                                            | 4:25    |
| 15.                            | Father & Son         | Harry Gregson-Williams                                                                                     | 2:29    |
| 16.                            | Metal Gear Saga      | Harry Gregson-Williams                                                                                     | 4:19    |
| 17.                            | Here's to You        | Ennio Morricone (do filme Sacco e Vanzetti) Modificada por Harry Gregson-Williams Tocada por Lisbeth Scott | 5:48    |
| Bônus: Faixas durante batalhas |                      | |         |
| 18.                            | War Zone             | Nobuko Toda, Shuichi Kobori, Kazuma Jinnouchi                                                              | 1:28    |
| 19.                            | A Rebellion Rests    | Nobuko Toda, Shuichi Kobori, Kazuma Jinnouchi                                                              | 2:44    |
| 20.                            | The Hunter           | Nobuko Toda, Kazuma Jinnouchi, Sota Fujimori                                                               | 2:05    |
| 21.                            | The Hunted           | Nobuko Toda, Shuichi Kobori, Kazuma Jinnouchi                                                              | 2:00    |
| 22.                            | Forced Hand          | Nobuko Toda, Shuichi Kobori, Kazuma Jinnouchi                                                              | 2:08    |
| 23.                            | Under Curfew         | Nobuko Toda, Shuichi Kobori, Kazuma Jinnouchi                                                              | 1:49    |
| 24.                            | Unmanned Army        | Nobuko Toda, Shuichi Kobori, Kazuma Jinnouchi                                                              | 1:28    |
| 25.                            | Cold Memories        | Nobuko Toda, Shuichi Kobori, Kazuma Jinnouchi                                                              | 1:35    |
| 26.                            | For Liberty          | Nobuko Toda, Shuichi Kobori, Kazuma Jinnouchi                                                              | 1:58    |
| 27.                            | Surrounded           | Nobuko Toda, Kazuma Jinnouchi, Sota Fujimori                                                               | 1:59    |

### Edição limitada
O álbum empacotado com o lançamento da versão limitada do jogo não possui a lista de faixas completa, assim contendo somente as faixas de números 1-3, 5, 9-11, 13, 16, e 19 do CD 1 e números 1, 10, 12 e 15-17 do CD2; com nenhuma das faixas bônus.